# Artie Shaw
Arthur Jacob Arshawsky (ismertebb néven Artie Shaw) (New York, 1910. május 23. – Thousand Oaks, Kalifornia, 2004. december 30.) amerikai dzsesszzenész, zenekarvezető, a szvingkorszak egyik legelismertebb klarinétosa.

## Pályakép
New Havenben (Connecticut) nőtt fel, pályafutását eredetileg szaxofonosként kezdte a helyi High School Bandben. Hivatásos karrierje a 30-as évek elején kezdődött. 1936-ban felvételeket készített Billie Holiday-jel és Bunny Berigannel. 1937-ben saját big bandet alapított, amely szving-korszak legsikeresebb zenekarai közé számított. Legnagyobb slágere a Begin the Beguine volt. A második világháború alatt az amerikai haditengerészet egyik big bandjét vezette, amellyel 1943-ban és 1944-ben a csendes-óceáni térségben turnézott.
Artie Shaw Benny Goodmannel és Woody Hermannel a szving-korszak kiemelkedő klarinétosai közé tartozott. Ezen felül övé az érdem, hogy felfedezte Buddy Rich-et és leszerződtette zenekarába. Továbbá gyakran alkalmazott fekete zenészeket mindenkori együttesében, így például Billie Holidayt és Roy Eldridge-et. Amikor 1954-ben visszavonult a zenei életből, már harmincéves hivatásos zenészi pályára tekinthetett vissza. Nyolc általa létrehozott zenekart vezetett, nagyon sok pénzt keresett és veszített is el. Ugyan mindig megpróbált új utakon járni a zenében, de pályafutása során frusztráltan reagált közönsége sztereotip elvárásaira. „Minden, amit hallani akartak, az a „Begin the Beguine” volt” – mondta később.
Shawt életében a big band-vezetők entellektüelljeként tartották számon és az írással is megpróbálkozott. The Trouble with Cinderella című önéletrajza és néhány, elbeszéléseket tartalmazó kötete tartoznak publikációi közé.
Shaw nyolcszor nősült, többek között Ava Gardner és Lana Turner is volt a felesége.
2004-ben életművéért megkapta a Grammy-életműdíjat.

### Diga Diga Doo
DigaDigaDoo; 1972?*
You love me and I love you 

And when you love it is natural to 

Diga diga doo, diga doo doo 

Diga diga doo, diga doo...

## Díjak

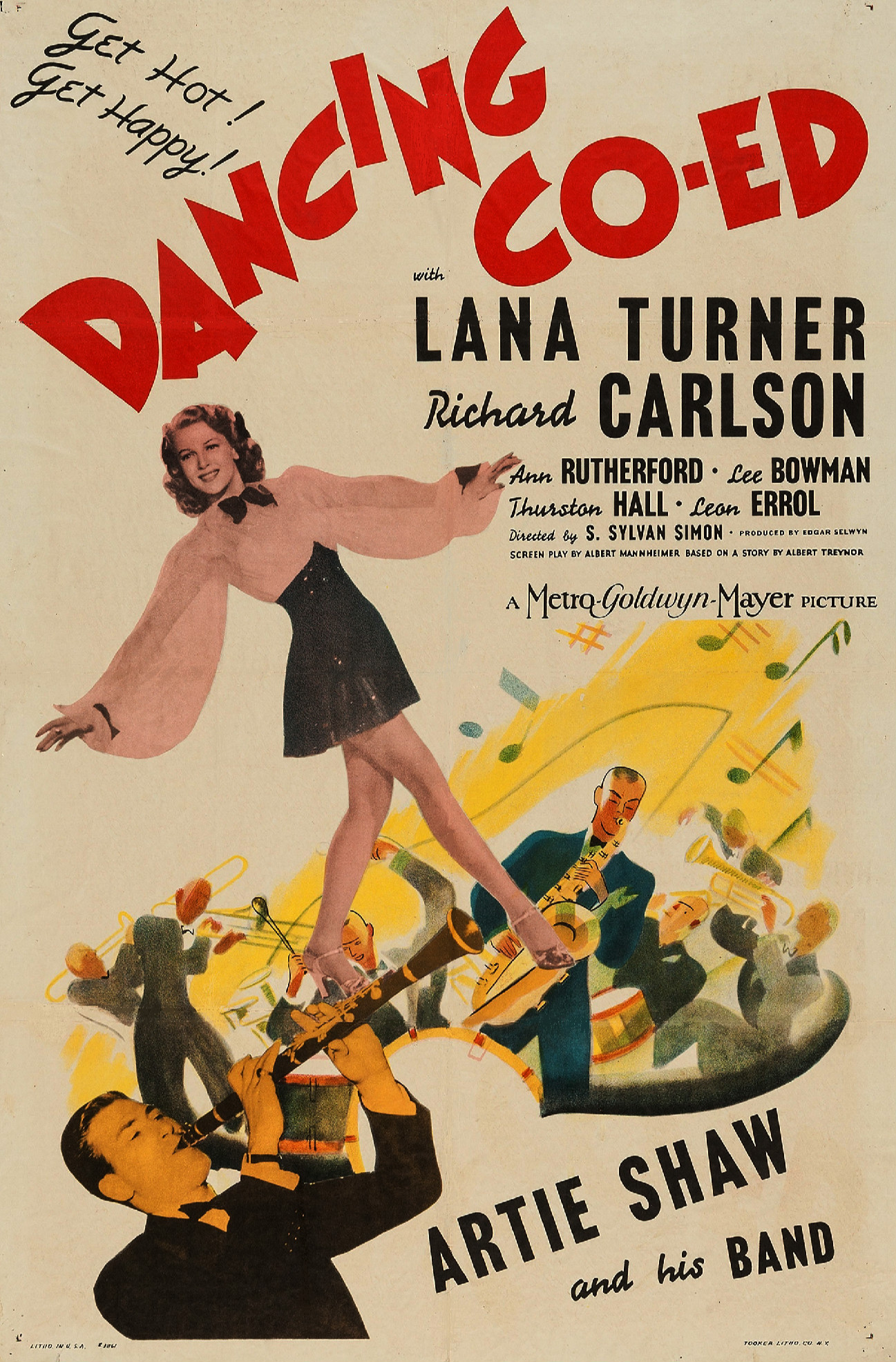

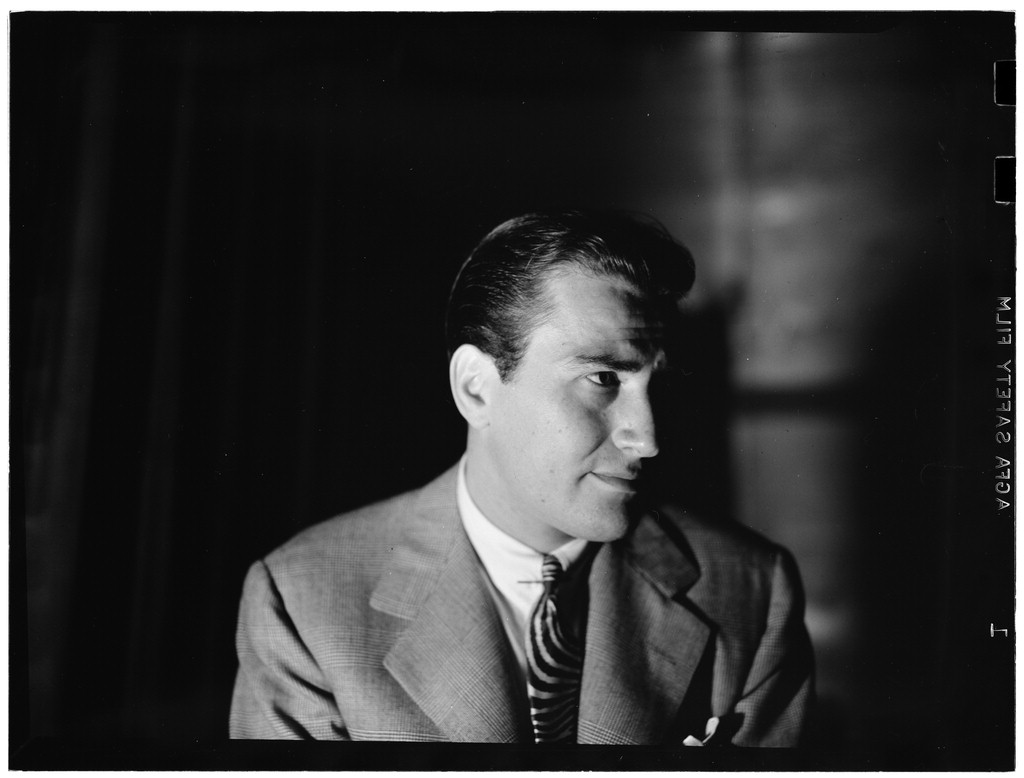
Fotó: William P. Gottlieb

- 2004: Grammy-életműdíj, azt követően, hogy mintegy 700 partitúrát és 1000 kottát ajándékozott a Bostoni Egyetemnek. (1991-ben ez a gyűjtemény átkerült az Arizonai egyetemre).
- 1938: a Down Beat olvasóitól megkapta a leglobb swing-együttesnek járó díjat (best swing band).

## Lemezek
- You Do Something to Me, Vol. 2
- With Gratitude
- Temptation
- Nightmare
- -Night and Day
- Dance Hall Days: Sounds of the Big Bands, Vol. 2
- 2005 Centennial Collection [Japan Single Disc]
- 2003 Goodnight Angel
- 2002 Dancing on the Ceiling
- 1999 Live In 1938-1939, Vol. 1
- 1999 Live 1938-1939, Vol. 2
- 1963 Recreates His Great 1938 Band
- 1957 Any Old Time
- 1956 Did Someone Say Party?
- 1956 Both Feet in the Groove
- 1956 Back Bay Shuffle
- 1955 My Concerto
- 1955 Hour with Artie Shaw
- 1955 Artie Shaw Hour
- 1954 Sequence in Music
- 1954 Later Artie Shaw, Vol. 7
- 1954 Later Artie Shaw, Vol. 6
- 1954 Later Artie Shaw, Vol. 5
- 1954 I Can't Get Started
- 1954 Artie Shaw with Strings
- 1953 Later Artie Shaw, Vol. 4
- 1952 Four Star Favorites
- 1952 Artie Shaw Favorites
- 1950 Later Artie Shaw, Vol. 3
- 1950 Later Artie Shaw, Vol. 2
- 1950 Artie Shaw Plays Cole Porter
- 1949 Modern Music for Clarinet
- 1949 Artie Shaw Dance Program
- 1946 For You, for Me, Forever
- 1940 Artie Shaw at the Hollywood Palladium
- 1939 Live (1939), Vol. 4
- 1939 Live (1939)

## Érdekesség
Kevesen tudják, hogy egy nagy sikerű, Kawalerowicz által rendezett lengyel film kísérőzenéje Artie Shaw Moon Ray című szerzeménye. Ezt dolgozta fel a filmhez Andrzej Trzaskowski, hozzájárulva ezzel a film nagyszerűségéhez.